# کوردوبا (کیندیو)
کوردوبا (انگلیسی: Córdoba, Quindío) نام یک منطقه مسکونی در کلمبیا است.